# كريستوفر جونز (عالم طبيعي)
كريستوفر جونز (بالإنجليزية: Christopher Jones)‏ هو عالم طبيعي أمريكي، ولد في 1976.